# Cratoneuron tenerrimum
Cratoneuron tenerrimum är en bladmossart som beskrevs av Hiroshi Kanda 1975 [1976. Cratoneuron tenerrimum ingår i släktet Cratoneuron och familjen Amblystegiaceae. Inga underarter finns listade i Catalogue of Life.